# Cor Pot
Cornelius Gert Aldrik Pot meglio noto come Cor (L'Aia, 8 giugno 1951) è un allenatore di calcio ed ex calciatore olandese, di ruolo attaccante.

## Carriera

### Giocatore
Inizia la carriera nel settore giovanile dello Sparta Rotterdam, per poi trasferirsi in quello dell'Ajax dove rimane fino al 1971. Dall'anno successivo torna allo Sparta, con cui nell'arco di tre stagioni consecutive gioca 5 partite in Eredivisie, la massima serie olandese. Nella stagione 1973-1974 passa al MVV, con cui segna 7 gol in 33 partite in Eredivisie. Dopo una sola stagione si trasferisce all'Haarlem, con cui gioca per una stagione in Eredivisie e una stagione in Eerste Divisie, la seconda serie olandese. Dal 1976 al 1981 gioca all'Excelsior di Rotterdam, sempre in Eredivisie ad eccezione della stagione 1978-1979, nella quale vince il campionato di Eerste Divisie.

### Allenatore
Dopo aver lavorato per un anno come vice all'Excelsior e per altri tre anni, sempre come vice, al Feyenoord, nella stagione 1989-1990 allena l'RBC Roosendaal; nelle successive due stagioni siede invece sulla panchina del NAC Breda, per poi guidare per due anni l'Excelsior. Dopo una parentesi di un anno nella massima serie egiziana alla guida dell'Al-Masry, diventa per due anni l'allenatore in seconda del Telstar. Tra il 2000 ed il 2001 ha guidato la Dinamo Dresda, squadra delle serie minori tedesche. Tra il 2001 ed il 2006 ricoprì il ruolo di selezionatore di varie nazionali giovanili del suo paese natale: ha allenato nell'ordine Paesi Bassi under 17, Paesi Bassi under 21 ed infine Paesi Bassi under 19. Successivamente fu allenatore in seconda dello Zenit San Pietroburgo per circa tre anni; la società era allora allenata dal connazionale Dick Advocaat. Dal 2009 è tornato ad allenare ricoprendo il ruolo di commissario tecnico dei Paesi Bassi under 21; ha guidato la nazionale in occasione del Campionato di categoria 2013 nel quale gli oranje hanno raggiunto il terzo posto. Alla fine della competizione, come da accordi presi in precedenza, è stato sostituito da Albert Stuivenberg, l'allora tecnico dei Paesi Bassi under 17. Ad ottobre 2013 viene ingaggiato dallo Xerxes. Dal 2016 torna a lavorare con Advocaat, a cui fa da vice prima al Fenerbahçe, poi allo Sparta Rotterdam e ancora al Feyenoord.

## Palmarès

### Giocatore

#### Competizioni nazionali
- Eerste Divisie: 2

Haarlem: 1975-1976
Excelsior: 1978-1979